# Северно злато
Северно злато е сплавта, от която са изработени монетите от 10, 20 и 50 евро цента. За известен период от време сплавта се използва в други страни и специално в шведската монета от десет крони (откъдето идва и шведското наименование nordiskt guld). Състои се от 89% мед, 5% алуминий, 5% цинк, и 1% калай.
Сплавта не съдържа злато, а по цвят и тегло е твърде различна от чистото злато. Поради високото съдържание на мед и цинк се счита за месингова сплав. Има противомикробно действие, не предизвиква алергични реакции и е устойчива срещу потъмняване на въздуха. Търговската марка и съставът на сплавта са интелектуална собственост на международната металургична компания Luvata.